# Чудила
Чудила (англ. Screwball; другой перевод — Чудачка) — суперзлодейка из американских комиксов издательства Marvel Comics, созданная сценаристом Дэном Слоттом и художником Маркосом Мартином и впервые появившаяся в комиксе Amazing Spider-Man #559 (Май 2008). Позже персонаж вернулся в серии Marvel Action: Spider-Man (2021). Чудила характеризует себя, как первую в мире «суперзлодейку, которая ведёт прямой эфир»; она совершает преступления, чтобы увеличить количество просмотров на своей веб-странице. Наиболее известна как враг супергероя Человека-паука.

## Биография
О прошлом Чудилы практически ничего неизвестно. Она — медийная личность, которая совершает преступления, чтобы увеличить охват своей аудитории. Чудила пытается повысить популярность видео с её участием с помощью Человека-паука; впервые она столкнулась с супергероем, когда тот разыскивал «убийцу Паука-трейсера».
Некоторое время спустя, Чудила выдавала себя за Человека-паука, чтобы помочь букмекеру Букки запечатлеть сражение Человека-паука со злодеем Башером. Бой транслировался на YouTube и привлёк внимание посетителей «Бара без названия». Когда злодеи раскусили обман и напали на Букки, букмекера спас настоящий Человек-паук.
Когда Человек-паук и Сорвиголова прибыли в «Бар без названия», Чудила была одной из посетителей заведения, которые напали на них.
После унизительной схватки Человека-паука с Чудилой Бен Рейли не захотел покупать ни одну из фотографий Питера Паркера.
Во время сюжетной линии Origin of the Species Человек-паук задержал Чудилу и Мародёра в Мидтауне; в это время Доктор Осьминог выкрал новорождённого ребёнка Лили Холлистер Стэнли.
Впоследствии Девушка-паук преследовала Чудилу и конфисковала её камеру, чтобы помешать ей транслировать недавние преступления, после чего сдала полиции.
Чудила сотрудничала с Шутом, чтобы разыграть мэра Джея Джону Джеймсона, а затем загрузила видео в Интернет. Превосходный Человек-паук жестоко избил обоих злодеев. Также Чудила заключила союз с Аркадой, которая предоставила ей необходимое оборудование и эксклюзивные права на шоу. По приказу Аркады она сразилась с Электрой, но потерпела поражение.
Во время сюжетной линии Hunted Чудила находилась в «Баре без названия».

## Вне комиксов

### Телевидение
В мультсериале «Человек-паук» (2017) личность Чудилы использует Лиз Аллан, которую озвучила Натали Ландер.

### Видеоигры
Чудила появляется в игре Spider-Man (2018) и DLC к ней Spider-Man: The City That Never Sleeps (2018), где её озвучила Стефани Николь Лемелин.

### Товары
В 2017 году компания по производству игрушек Diamond Select Toys выпустила фигурку Чудилы, основанную на версии героини из мультсериала 2017 года.

## Восприятие
Джошуа Кристиан Маккой из Game Rant поместил Чудилу на 2-е место среди «5 злодеев Человека-паука, которые могли бы обзавестись сольным проектом». Screen Rant присудил Чудиле 6-е место в списке «10 лучших злодеек Человека-паука», а также включил её в топ «10 врагов Человека-паука, которые умнее, чем кажутся». Comic Book Resources дал Чудиле 10-е место в списке «10 самых смешных врагов Человека-паука».